# Conversión de San Pablo (Ignacio de Ries)
La Conversión de San Pablo es un cuadro barroco de Ignacio de Ries, pintor flamenco del siglo XVII, realizado en 1653, que se encuentra en la capilla de la Concepción de la catedral de Segovia (Castilla y León).

## Descripción
Forma parte de una colección del mismo autor compuesta por otros cinco cuadros más: la Adoración de los Pastores, el Bautismo de Cristo, el Árbol de la Vida, la Coronación de la Virgen y El rey David, que constituyen la mejor obra del autor, influenciado por Francisco de Zurbarán.
El conjunto debió ser encargado por el capitán Pedro Pablo de Contreras y Fernández de Miñano, gobernador de Cádiz para la capilla de la Concepción de la catedral de Segovia, cuyo patronato adquirió en 1645. Aparece firmado de la siguiente manera: Ignacio de Ries fac. Sevilla.
El lienzo fue expuesto en la exposición de Las Edades del Hombre en 1988, instalada en la catedral de Valladolid.